# Morderstwo Jana Pietrzaka i Quiany Jenkins Pietrzak
Morderstwo Jana Pietrzaka i Quiany Jenkins Pietrzak – wydarzenie, które miało miejsce w nocy 15 października 2008 r., kiedy Jan Paweł Pietrzak, Amerykanin polskiego pochodzenia, oraz jego żona Quiana Jenkins Pietrzak, zostali w brutalny sposób zamordowani we własnym domu w Winchester w Hrabstwie Riverside w Kalifornii. Wydarzenie to odbiło się szerokim echem w prasie amerykańskiej.

## Podsumowanie
Pietrzak (ur. 13 marca 1984 r.) był Amerykaninem polskiego pochodzenia, byłym żołnierzem marines. W 2003 roku brał udział w wojnie w Iraku jako mechanik helikoptera. Po powrocie do USA poznał czarnoskórą Quianę Jenkins (ur. 1982). Para w 2008 pobrała się.
15 października 2008 do domu Pietrzaków wtargnęło 4 uzbrojonych czarnoskórych mężczyzn, którzy związali i zakneblowali parę, następnie na oczach męża zgwałcili Quianę, po czym przez wiele godzin torturowali małżeństwo, a następnie zabili strzałem z bliskiej odległości w głowę. Przestępcy próbowali zatrzeć ślady wzniecając pożar.

## Mordercy
Mordercami okazali się byli marines, z czego dwóch z nich pracowało razem z Pietrzakiem; Emrys John (19 lat), Tyrone Miller (21 lat), Kevin Cox (21 lat) i Kesaun Sykes (21).

## Motywy
Oficjalnym motywem zbrodni podawanym przez śledczych jest motyw rabunkowy, jednak wiele osób jest przekonanych, że ze względu na okrucieństwo, przestępstwo miało podtekst rasistowski. Na ścianach mieszkania pozostawiono m.in. rasistowskie napisy.
Matka Jana Pietrzaka, Henryka Pietrzak-Varga, napisała list do prezydenta Obamy z prośbą o pomoc w wyjaśnieniu prawdziwych motywacji morderstwa. W odpowiedzi dostała najpierw standardową wiadomość od administracji, a gdy informacja ta przedostała się do mediów, administracja przeprosiła Pietrzak-Vargę.

## Wyrok
W 2013 roku 2 oskarżonych zostało skazanych na karę śmierci, a jeden na dożywotnie bezwarunkowe więzienie. Czwarty podejrzany został skazany na karę śmierci we wrześniu 2014.